# Marzena Kropidłowska
Marzena Kropidłowska, z d. Wilczyńska (ur. 15 września 1984 w Bydgoszczy) – polska siatkarka, grająca  na pozycji przyjmującej.

## Kariera
- Pałac Bydgoszcz
- 2008–2010  MKS Dąbrowa Górnicza
- 2010–2011  Eliteski Skawa AZS UEK Kraków
- 2011–2012  KPSK Stal Mielec
- 2012–2013  Wieżyca 2011 Stężyca
- 2013–2014  Engelholms Volley
- 2014–2015  PGNiG Nafta Piła
- 2015–2015  SVS Post Schwechat
- 2015–2016  Budowlani Toruń[1]
- 2016–2017  Proxima Kraków

## Sukcesy

### Sukcesy klubowe
- medal Mistrzostw Polski (1 raz) — sezon 2004/05 z Centrostal Adriana Gazeta Pomorska Bydgoszcz
- medal Mistrzostw Polski (1 raz) — sezon 2009/10 z MKS Dąbrowa Górnicza
- Mistrzostwo Austrii z SVS Post Schwechat w sezonie 2014/2015
- srebrny medal I Ligi  z Budowlanymi Toruń w sezonie 2015/2016

### Sukcesy reprezentacyjne
Mistrzostwa Świata Kadetek:
- 2001